# آستون مارتین دی‌بی مارک سه

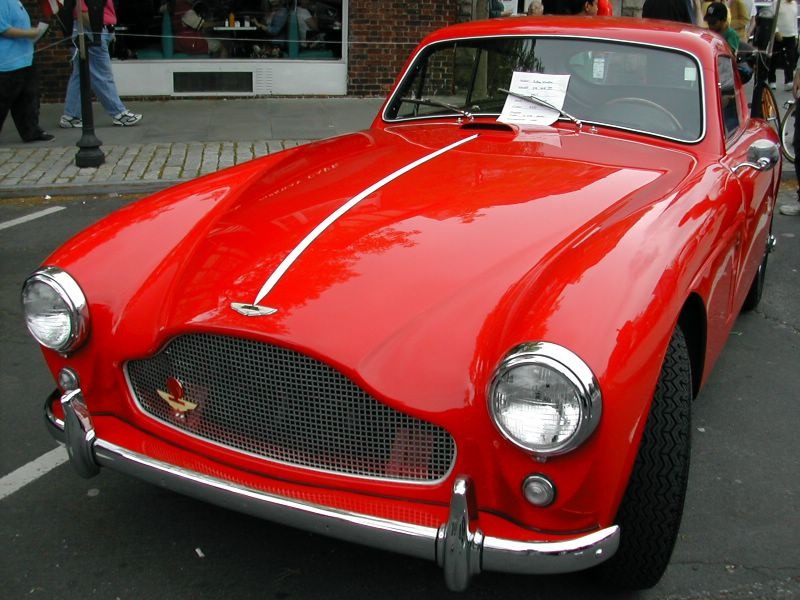

آستون مارتین دی‌بی مارک سه (Aston Martin DB Mark III) خودرویی است که در سال‌های ۱۹۵۹–۱۹۵۷ تولید شده‌است.
این خودرو در کلاس خودرو اسپورت قرار گرفته، طراحی آن خودروهای موتور جلو-محور عقب بوده است.